# Biatlon na Zimskih olimpijskih igrah 1976
Biatlon na Zimskih olimpijskih igrah 1976.

## Moški

### 20 km posamično
| Poz | Biatlonec            | Čas teka   | ZS | Skupni čas |
| --- | -------------------- | ---------- | -- | ---------- |
| 1   | Nikolaj Kruglov      | 1:12:12,26 | 2  | 1:14:12,26 |
| 2   | Heikki Ikola         | 1:13:54,10 | 2  | 1:15:54,10 |
| 3   | Aleksander Jelizarov | 1:13:05,57 | 3  | 1:16:05,57 |

### 4 x 7,5 km štafeta
| Poz | Reprezentanca                                                                            | Čas        | ZS |
| --- | ---------------------------------------------------------------------------------------- | ---------- | -- |
| 1   | Sovjetska zveza (Aleksander Jelizarov, Ivan Bjakov, Nikolaj Kruglov, Aleksander Tihonov) | 1:57:55,64 | 0  |
| 2   | Finska (Henrik Flöjt, Esko Saira, Juhani Suutarinen, Heikki Ikola)                       | 2:01:45,58 | 2  |
| 3   | Vzhodna Nemčija (Karl-Heinz Menz, Frank Ullrich, Manfred Beer, Manfred Geyer)            | 2:04:08,61 | 5  |